# Polyprion yanezi
Polyprion yanezi är en fiskart som beskrevs av De Buen, 1959. Polyprion yanezi ingår i släktet Polyprion och familjen vrakfiskar. Inga underarter finns listade i Catalogue of Life.